# یوهان گوتفرید فون هردر
یوهان گوتفرید فون هردر (به آلمانی: Johann Gottfried von Herder) (۲۵ اوت ۱۷۴۴ در مورونگن -۱۸ دسامبر ۱۸۰۳ در وایمار) فیلسوف، زبان‌شناس، شاعر، منتقد ادبی، آلمان، از دانشمندان تأثیرگذار عصر روشنگری و از نظریه‌پردازان سده هجدهم اروپا در حوزهٔ زبان، تاریخ و فرهنگ است.

## زندگی
یوهان گوتفرید فون هردر در روز ۲۵ اوت ۱۷۴۴ در شهر مورونگن در پروس خاوری در خانواده‌ای فقیر چشم به دنیا گشود. پس از طی تحصیلات مقدماتی، در سال ۱۷۶۲ در آستانهٔ ۱۸ سالگی وارد دانشگاه محلی کونیگزبرگ (Königsberg) شد و ضمن آشنایی با ایمانوئل کانت، استاد کرسی درس فلسفه و تاریخ، در کلاس وی حضور یافت. در سال ۱۷۶۴ با یوهان گئورگ هامان (۱۷۳۰–۱۷۸۸) فیلسوف آلمانی آشنا گشت؛ این آشنایی منشأ تحولات عمیقی در زندگی هردر شد، چنان‌که رابطهٔ آن دو با نامه‌نگاری‌های فلسفی و عاطفی، تا پایان زندگیِ هامان در سال ۱۷۸۸ ادامه داشت. هردر مدتی به توصیهٔ هامان به شهر ریگا (Riga) در روسیهٔ آن روز رفت و در کلیسای مرکزی شهر به تدریس و وعظ در دو حوزهٔ فلسفهٔ دین و نقد ادبی پرداخت. سپس در سال ۱۷۶۹ از راه دریا، ابتدا به بندر نانت در فرانسه و از آنجا به پاریس و استراسبورگ رفت و کار نویسندگی را با جدیت ادامه داد؛ «روزنامهٔ سفر من در سال ۱۷۶۹» حاصل نگاشته‌های این سفر است. در خلال این ایام با یوهان ولفگانگ فون گوته ملاقات کرد و تأثیر بسیار ژرفی بر اندیشه و علائق گوتهٔ جوان برجای گذاشت. در سال ۱۷۷۳ با ماریا کارولینه فلاخلند ازدواج کرد که حاصل این ازدواج هفت فرزند بود. همسر هردر از او حمایت و نوشته‌هایش را ویرایش می‌کرد. در سال ۱۷۷۶ به وایمار بازگشت و به واسطهٔ گوته به سرپرستی روحانیان لوتری و منصب ناظر عالی هنرهای نمایشی در آن شهر برگزیده شد که تا پایان عمر وی ادامه داشت.
او در ۱۸ دسامبر ۱۸۰۳ میلادی بر اثر بیماری صفراوی درگذشت و در کلیسای مرکزی شهر وایمار به خاک سپرده شد.

## فلسفۀ تاریخ
فلسفۀ تاریخ هردر بیشتر فلسفۀ تاریخ ژرمن‌ها و روم است. از دید او سرنوشت تاریخی اقوام نتیجۀ اعتقادات و اعمالشان است. او حرکت تاریخ را حرکتی دوری، غیرقابل اجتناب می‌داند. هردر تاریخ را مسیری تعریف می‌کند که گرایش‌های عمیق روح انسان در مقابل حوادث خارجی جهت حفظ و ارتقای خود طی می‌کنند. ماهیت انسان از دید هردر محصول تاریخ است. در کتاب ایده‌هایی دربارۀ فلسفۀ تاریخ بشریت انسان‌ها را در دوره‌های مختلف رشد تاریخی رفتارهای متفاوت از خود نشان می‌دهد و بیان می‌کند که هر قومی در مسیر تکامل خود مسیری اصیل و منحصربه‌فرد را طی می‌کند که نمی‌توان با قوانین از پیش تعیین شده آن را قضاوت و پیش‌بینی کرد. در این کتاب او گونۀ بشر را به انسانی تشبیه می‌کند که کودکی، جوانی، کمال و در نهایت سالخوردگی‌اش را می‌توان با مطالعۀ یکی از اقوام دریافت و در ادامه کودکی را به شرق باستان، نوجوانی را به یونان، کمال در عین سالخوردگی را به روم و در نهایت کمال در عین جوانی را به قرون وسطی تشبیه کرد. او چنین می‌اندیشید که ژرمن‌ها روم سالخورده را فتح کردند و بازگشت همگانی به ذات بشر را ممکن ساختند. قرون وسطی از دید او دورۀ جوانی فرهنگ و تمدن مسیحی-ژرمنی بود که در قرن هجدهم به اشتباه عقیم و ناکارآمد تلقی شد. او راه فلاسفۀ تاریخ‌گرای بعدی مانند نیچه و هگل را هموار کرد.
کانت معتقد بود چون حیات بشر محدود است پس افراد نمی توانند حرکت تاریخی به سمت کمال را پیش ببرند و این حرکت فقط توسط نوع بشر (نسل‌های متمادی و  نامتناهی) پیش می‌رود. هردر با این عقیده به‌شدت مخالف بود. چراکه از دید هردر نوع بشر همان سلسله نسل‌های انسانی هستند که یکی پس از دیگری می‌آیند یا این که «تصوری کلی» است که نمود خارجی ندارد و در صورت دوم کانت به دام فلسفۀ ابن رشد افتاده‌است.

## آثار
از مجموعه آثار ۴۵ جلدی هردر، غالب آنها در طول حیات وی، یعنی میانهٔ سال‌های ۱۷۴۴ تا ۱۸۰۳ در آلمان به چاپ رسید و برخی نیز بعد از مرگ او انتشار یافت. از آثار برجستهٔ او به موارد زیر می‌توان اشاره کرد:
- دربارهٔ منشأ زبان (۱۷۷۲)
- این هم یک فلسفهٔ تاریخی برای شکل‌گیری بشریت (۱۷۷۴)
- سرودهای عامیانه (۱۷۷۹)
- ایده‌هایی دربارهٔ فلسفهٔ تاریخ بشریت (۱۷۹۱–۱۷۸۴)
- نامه‌هایی برای ارتقای بشریت (۱۷۹۷–۱۷۹۴)
- یادداشت‌هایی دربارهٔ پارسه (۱۷۹۸) (نگاهی به معماری، تاریخ و دین ایرانی)
- یادداشت‌هایی بر مطالعات خداشناسی (۸۱–۱۷۸۰)
- بارالها! چند سخن دارم (۱۷۸۷)
- فرانقدی بر «نقد عقل محض» (از کانت) (۱۷۹۹)
- روزنامهٔ سفر من در سال ۱۷۶۹ (انتشار در ۱۸۴۶)